# Pustinja Dračeva luka
Pustinja Dračeva luka, na brdu Hibu u pećini, ponad Murvice (općina Bol), nazvan po dolini Dračevica, zaštićeno kulturno dobro

## Opis dobra
Crkva i sklop kuća u Dračevoj luci sagrađeni su 1519. god. kao pustinjački stan poljičkih glagoljaša. Crkva ima renesansne ukrasne elemente, a stambena dvokatnica ima tragova gotičkog oblikovanja. U blizini je samostan Dutić koji je pripadao pobožnim ženama picokarama.

## Zaštita
Pod oznakom Z-5139 zavedena je kao nepokretno kulturno dobro - pojedinačno, pravna statusa zaštićena kulturnog dobra, klasificirano kao "sakralno-profana graditeljska baština".